# Japanska F3-mästerskapet 2005
Japanska F3-mästerskapet 2005 vanns av João Paulo de Oliveira.

## Delsegrare
| Bana   | Vinnare                | Vinnare                |
| ------ | ---------------------- | ---------------------- |
| Motegi | João Paulo de Oliveira | Hideki Mutoh           |
| Suzuka | João Paulo de Oliveira | Hideki Mutoh           |
| Sugo   | Naoki Yokomizo         | Naoki Yokomizo         |
| Fuji   | João Paulo de Oliveira | João Paulo de Oliveira |
| Aida   | Paolo Montin           | Naoki Yokomizo         |
| Suzuka | João Paulo de Oliveira | Roberto Streit         |
| Mine   | Kazuki Nakajima        | Kazuki Nakajima        |
| Fuji   | Paolo Montin           | João Paulo de Oliveira |
| Mine   | Jonny Reid             | João Paulo de Oliveira |
| Motegi | Hideki Mutoh           | Paolo Montin           |

## Slutställning
| Plats | Förare                 | Poäng |
| ----- | ---------------------- | ----- |
| 1     | João Paulo de Oliveira | 272   |
| 2     | Kazuki Nakajima        | 209   |
| 3     | Hideki Mutoh           | 179   |
| 4     | Naoki Yokomizo         | 177   |
| 5     | Paolo Montin           | 174   |
| 6     | Roberto Streit         | 138   |
| 7     | Daisuke Ikeda          | 124   |
| 8     | Jonny Reid             | 94    |